# Adam Frans van der Meulen

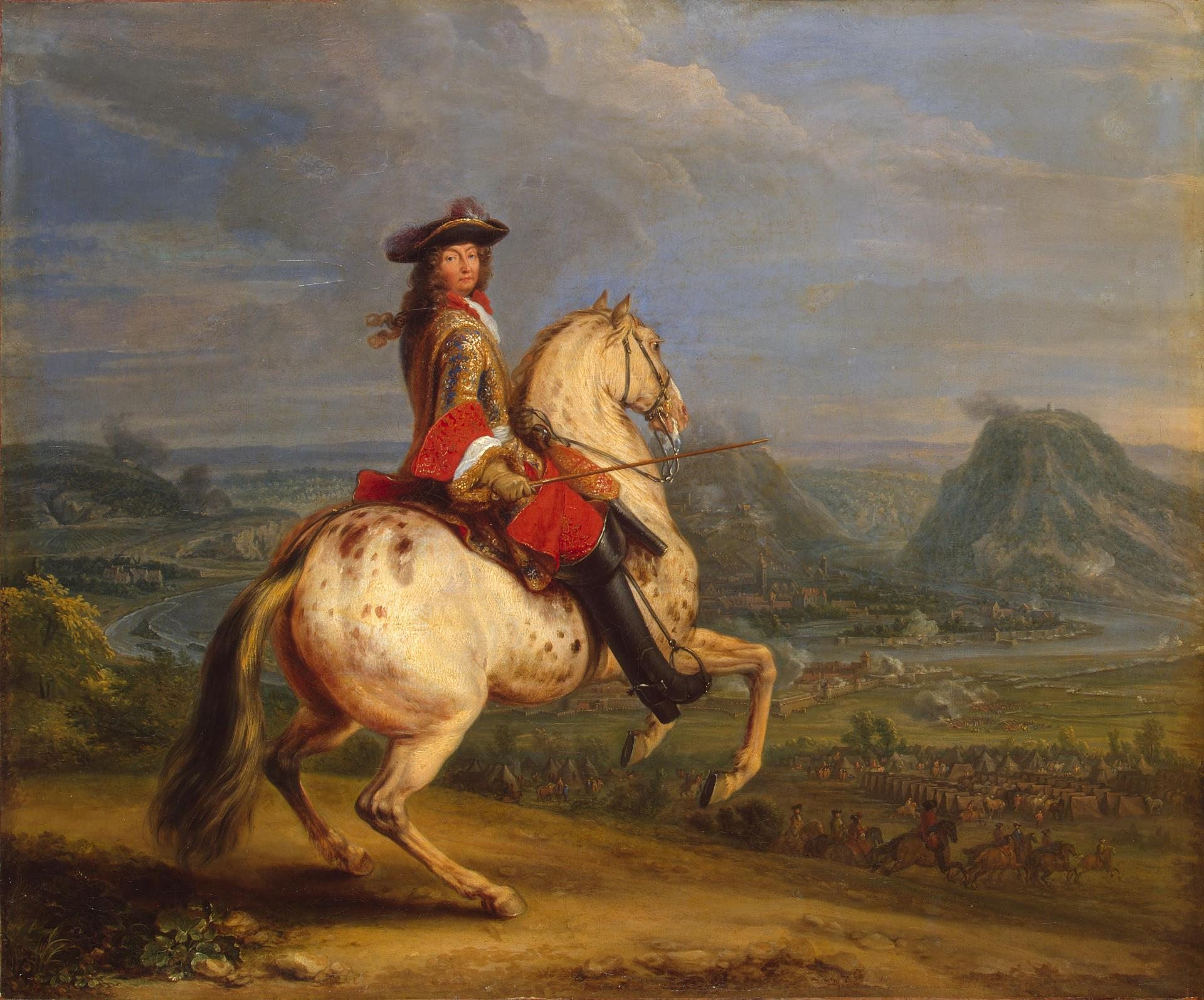
Ludwik XIV podczas oblężenia Besançon, 1674

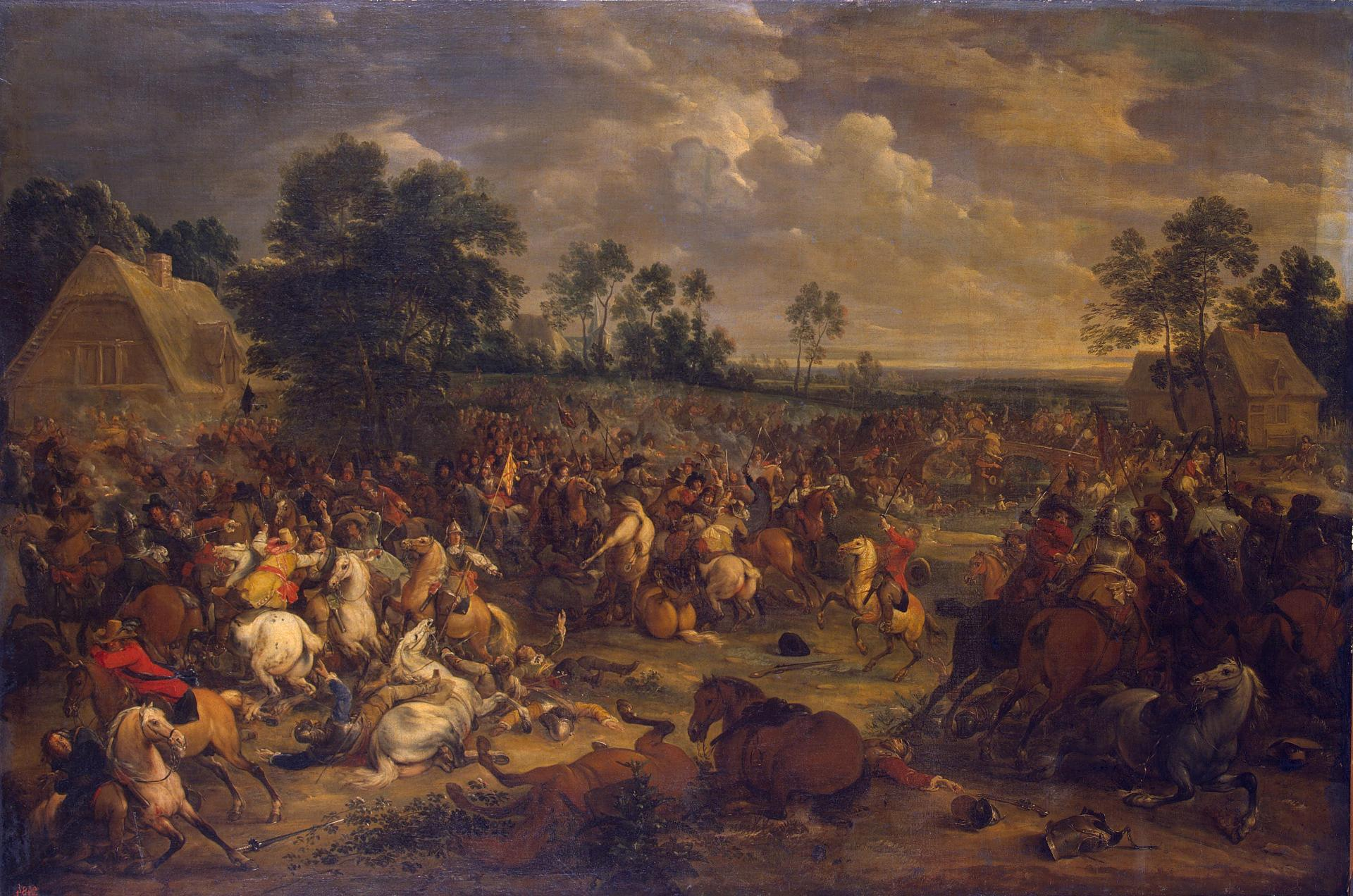
Bitwa, 1657

Adam Frans van der Meulen (ochrz. 11 stycznia 1632 w Brukseli, zm. 15 października 1690 w Paryżu) – flamandzki malarz i projektant gobelinów.

## Życiorys
Był uczniem Pietera Snayersa, ok. 1664 wyjechał na stałe do Paryża, gdzie został nadwornym malarzem Ludwika XIV. Był członkiem Królewskiej Akademii Malarstwa i Rzeźby, projektował też tapiserie na potrzeby Królewskiej Manufaktury Gobelinów (fr. Manufacture des Gobelins).
Meulen malował pejzaże, dynamiczne sceny bitew i polowań, a także portrety. Jego prace mają wartość historyczną, gdyż podróżując z królem był często świadkiem przedstawianych wydarzeń. Największy zbiór jego prac posiada muzeum w Wersalu.
W zbiorach Muzeum Narodowego w Warszawie znajduje się obraz Meulena Potyczka w wąwozie (nr inw. M.Ob. 1489).
- [1]